# 比亞迪S8
比亞迪S8是中國汽車製造商比亞迪於2009年至2010年間生產的一款敞篷跑車，於2006年首次在上海國際車展以比亞迪F8的原型亮相。

## 簡介

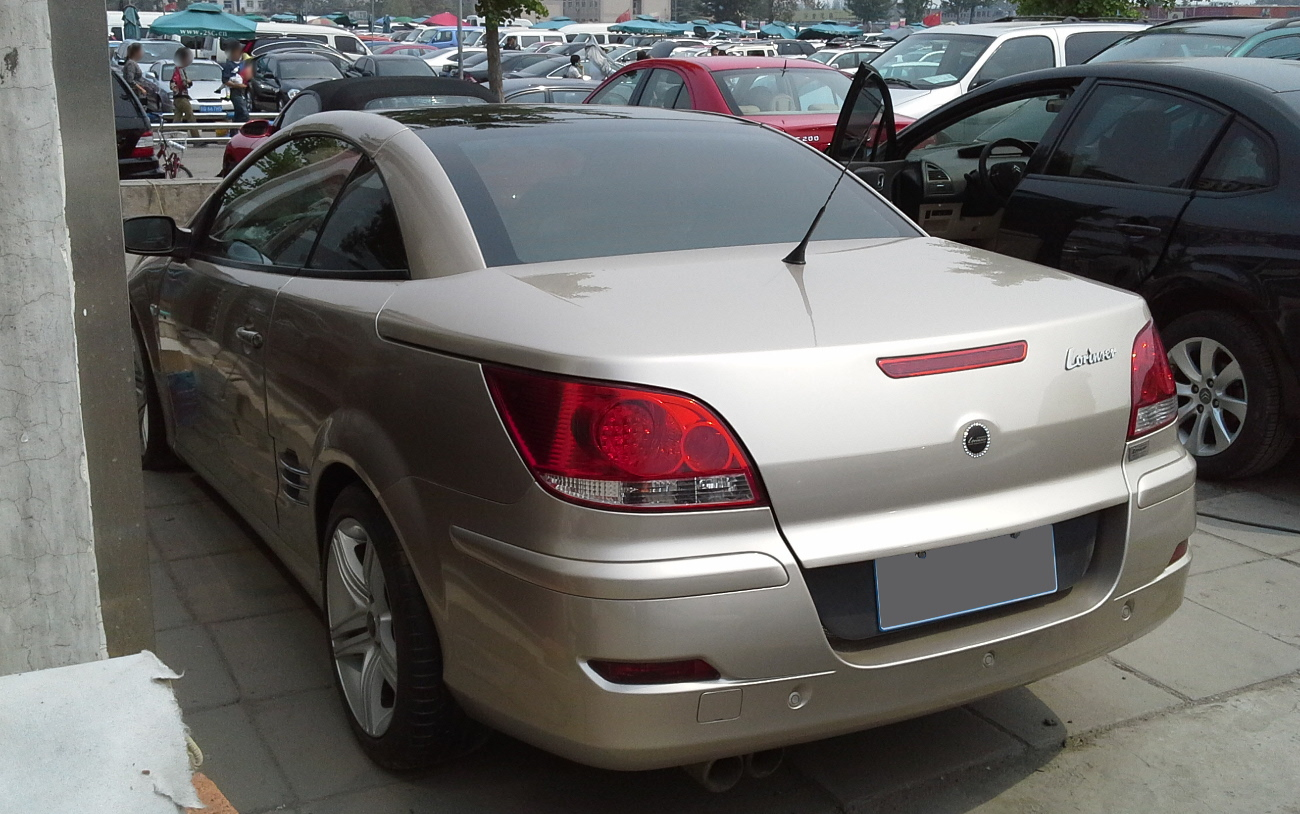
後視圖

該款車配有一個與雷諾Mégane CC同款設計風格，並配有鋼製車頂及與梅賽德斯-奔馳SLK級相似的車頭。
該車是一款配置四缸2.0L引擎的前置前驅汽車，主要在中國大陸銷售。

## 銷量
2009年該車只售出96量，在2010年更只售出了7輛，現時已經停產，總共只售出103輛。

## 資料來源
1. ↑  . 專汽之都. 2010-08-01  [2021-11-10]. （原始内容存档于2021-11-10）.
2. ↑  . Motor Authority. 31 October 2006  [30 April 2015]. （原始内容存档于2021-03-24）.
3. ↑  . Carsalebase.   [13 April 2019]. （原始内容存档于2019-02-17）.